# Ґміна Паньківці
Ґміна Паньківці (пол. Gmina Pańkowce) — колишня сільська гміна, яка входила до Кременецького повіту Волинського воєводства ІІ Речі Посполитої. Адміністративним центром були Паньківці (тепер — частина села Верещаки).
Була найменшою ґміною в повіті, об'єднувала тільки 8 громад і налічувала заледве 5 тисяч жителів, в той час інші ґміни мали понад 10 тисяч. 1 січня 1924 р. ліквідована, а її територія включена до новоутвореної ґміни Ланівці.